# Beryl Gilroy
Beryl Agatha Gilroy (nascida Answick; Skeldon, 30 de agosto de 1924 – Londres, 4 de abril de 2001) foi uma educadora, escritora, etnopsicoterapeuta e poeta guianense.
O jornal O Guardian a descreveu como "uma das imigrantes caribenhas mais importantes da Grã-Bretanha no pós-guerra". Emigrou para Londres em 1951 como parte da geração Windrush para frequentar a Universidade de Londres, e depois passou décadas ensinando, escrevendo e melhorando a educação. Ela trabalhou principalmente com mulheres e crianças negras como psicoterapeuta e seus livros infantis são elogiados como algumas das primeiras representações da Londres negra. É mais conhecida como a primeira professora negra de Londres.

## Biografia
Beryl Gilroy nasceu em Springlands, Guiana Britânica, em 1924, em uma grande família. Seu pai faleceu quando ela ainda era jovem, e Beryl cresceu sob os cuidados dos avós maternos, sendo uma criança frágil e frequentemente doente. Ambos tiveram grande influência em sua vida: seu avô a ensinou a ler, enquanto sua avó, Sally Louisa James, impactou profundamente sua formação. Sally era herbalista que gerenciava a pequena propriedade rural da família.
Beryl passava muito tempo ouvindo mulheres conversando enquanto trabalhavam, e sua avó, em especial, contava histórias folclóricas e provérbios guianenses que marcaram sua infância. Foi nesse período que ela começou a escrever de forma criativa. Educada em casa pelos avós, eles acreditavam que o ensino formal não era bom o suficiente para ela. Aos 12 anos, Beryl foi enviada para Georgetown, em parte para cursar a escola formal e, também, para desenvolver sua independência.
Em 1945, ela concluiu o curso com distinção em uma faculdade de formação de professores em Georgetown. Depois disso, passou a lecionar e dar palestras em um programa de nutrição da UNICEF. Além disso, liderou o setor infantil de uma escola pública local. Em 1951, Beryl mudou-se para o Reino Unido, onde obteve um diploma em Desenvolvimento Infantil pela Universidade de Londres. Em uma entrevista de 1986, ela revelou que precisou "reaprender inglês, porque [ela] falava com expressões e gírias típicas da Guiana".

## Carreira como educadora
Ser negra e caribenha dificultou para Gilroy encontrar um emprego de professora. Ela e ER Braithwaite eram dois de um punhado de professores caribenhos procurando emprego em Londres e foram recebidos com terríveis estereótipos dos empregadores britânicos, ou seja, suas crenças de que os caribenhos eram canibais e careciam de boa higiene. Nesse ínterim, ela trabalhou em uma fábrica de mala direta, como empregada doméstica e como lavadora de pratos em um café para se sustentar. Ela acabou sendo contratada pela Inner London Education Authority em 1953, tornando-se a primeira professora negra em Londres. Seu primeiro emprego como professora foi em uma escola católica pobre em Bethnal Green, onde seus alunos do terceiro ano já haviam aprendido estereótipos racistas de seus pais. Em suas memórias de 1976, Black Teacher, ela se lembra das crianças choramingando e se escondendo debaixo da mesa quando ela chegou pela primeira vez. Durante esse tempo, ela conheceu e se casou com Patrick Gilroy, um cientista britânico de herança alemã que era um anticolonialista. Ela se afastou do ensino entre 1956 e 1968 para criar seus filhos, Darla-Jane e Paul, e para obter seu mestrado em psicologia.
Ela voltou a lecionar em 1968, desta vez como vice-diretora da Beckford Primary School (rebatizada de West Hampstead Primary School em 2021). As escolas tinham se tornado mais diversificadas racialmente durante seu tempo fora; ela variavelmente estimou que entre 33 a 55 nacionalidades diferentes agora enchiam as salas de aula. O Parlamento britânico aprovou a Lei de Relações Raciais em 1965, tornando possível para ela servir no Conselho de Relações Raciais.
Em 1969, ela se tornou a primeira professora negra em Londres. Apesar de sua posição, ela muitas vezes recebia um salário inferior  do que seus colegas. Em 1980, ela fez um mestrado em educação na Universidade de Sussex .  Ela deixou Beckford em 1982 e mudou-se para o Centro de Educação Multicultural, administrado pelo Instituto de Educação da Universidade de Londres e pela Inner London Education Authority. No início dos anos 1980, ela cofundou o Camden Black Sisters, um grupo de informação e apoio para mulheres negras locais. Ela iniciou seu doutorado em 1984 na Century University nos Estados Unidos e concluiu seu doutorado em aconselhamento psicológico em 1987. Ela deixou o Centro em 1990.

## Morte
Beryl Gilroy conheceu seu marido, Patrick, na biblioteca da University College London. Eles se casaram em 1954 e tiveram dois filhos: Darla-Jane e Paul. Inspirada na forma como seus avós a criaram, ela decidiu educar os filhos em casa. Patrick, entretantom faleceu repentinamente em 5 de outubro de 1975. Para lidar com o luto, Beryl buscou terapia, o que aumentou ainda mais seu interesse por psicologia e aconselhamento. Doze anos depois, ela obteve seu doutorado nessas áreas.
Beryl Gilroy faleceu em 4 de abril de 2001, no Royal Free Hospital, em Camden, Londres, devido a um aneurisma na aorta. Foi sepultada no Cemitério de Highgate. Ela estava programada para fazer um discurso principal na 4ª Conferência Anual da Associação de Escritoras Caribenhas apenas dois dias após sua morte.
Beryl tinha paixão por moda e gostava de se vestir bem, até mesmo para dar aulas. O traje de saia e blazer laranja que ela usava ao chegar no Reino Unido foi exibido no Victoria and Albert Museum, como parte da exposição Black British Style, em 2004. Ela se identificava como feminista ao longo de toda a vida, enfatizando a importância do feminismo especialmente para as mulheres negras.

## Escrita
Os primeiros trabalhos de Gilroy examinam o impacto da vida na Grã-Bretanha nas famílias das Índias Ocidentais e seus trabalhos posteriores exploram questões da diáspora africana e caribenha e das heranças da escravidão. Muitas de suas histórias, tanto fictícias quanto não ficcionais, vieram de sua época como professora ou das histórias que sua avó contava quando ela era criança.Enquanto ela estava em casa com seus filhos de 1956 a 1968, ela começou a escrever o que se tornaria a série Nippers. Estas são consideradas as primeiras histórias infantis sobre a presença negra britânica em Londres e foram feitas para substituir os livros desatualizados de Janet e John . Ela sentiu que a série era identificável para crianças de todas as raças porque "elas têm os mesmos problemas, só que não sabem ou não aceitam". New People at Twenty-Four, um dos livros da série Nippers, discutiu o casamento inter-racial. Esta foi a primeira vez para um livro infantil de um autor de qualquer raça.